# Erdgeist (Wedekind)

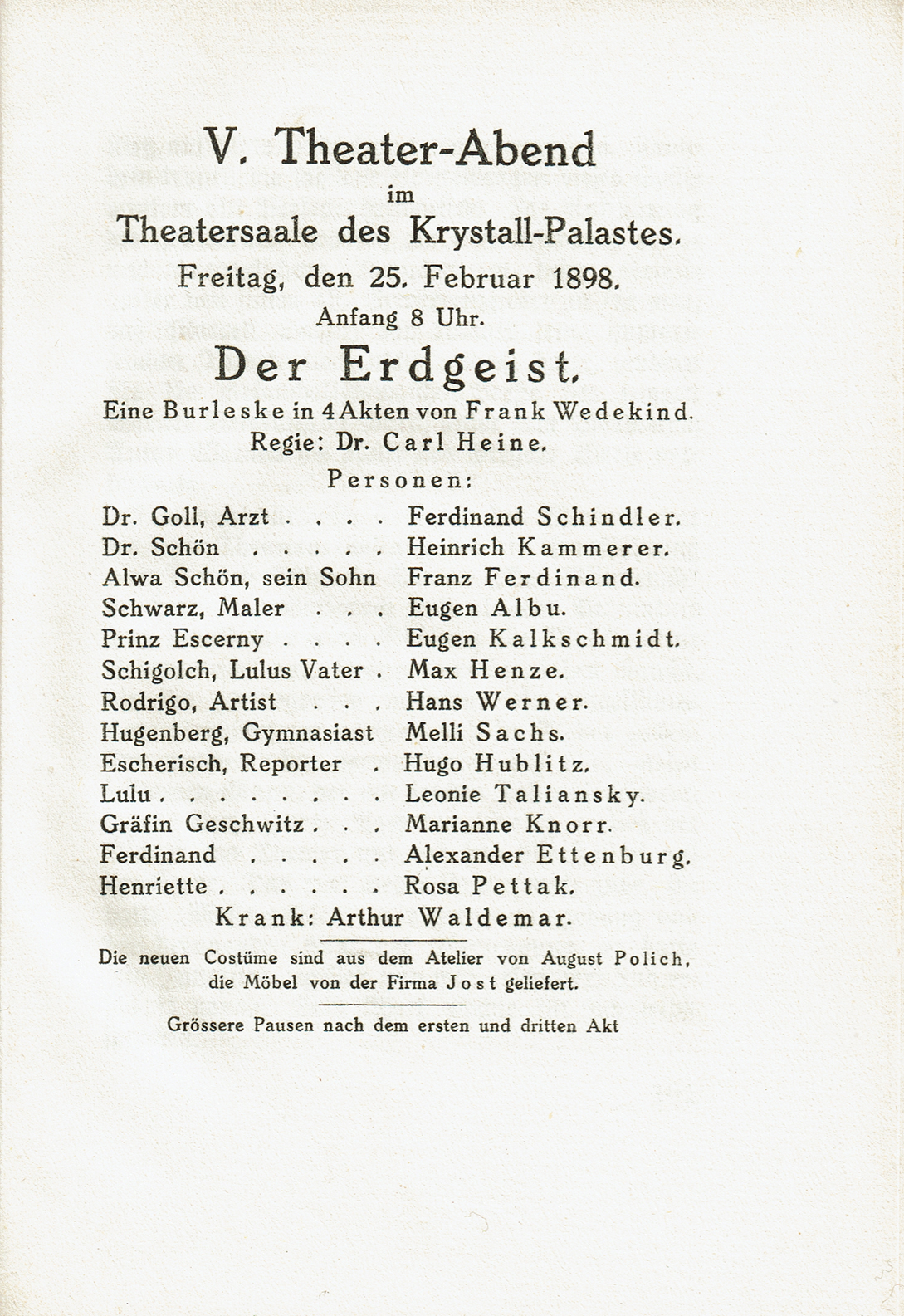
Theaterzettel der Uraufführung 1898 im Leipziger Krystallpalast (Nachdruck von 1923)

Erdgeist ist eine 1895 publizierte Tragödie in vier Aufzügen von Frank Wedekind. Uraufgeführt wurde sie am Montag, dem 25. Februar 1898 im Leipziger Krystallpalast vom neu gegründeten Ibsen-Theater, wobei der Autor den „Dr. Schön“ verkörperte, allerdings nicht unter seinem Namen, sondern dem Pseudonym Heinrich Kammerer. Die „Lulu“ wurde von Leonie Taliansky gespielt. Die Fortsetzung von Erdgeist bildet Wedekinds Tragödie Die Büchse der Pandora von 1902. Beide Stücke wurden von Wedekind später als Bühnenfassung in einem Stück mit dem Titel Lulu. Tragödie in 5 Aufzügen mit einem Prolog zusammengefasst.

## Entstehung
21 Jahre, nämlich von 1892 bis 1913, arbeitete Frank Wedekind an der „Lulu“-Tragödie, die Erdgeist und die Büchse der Pandora vereint und nicht nur aufgrund der Entstehungsdauer als sein Hauptwerk gilt. Die ersten Handschriften sind 1892 in Wedekinds Notizheften belegt. 1894 findet sich hier Die Büchse der Pandora. Eine Monstretragödie. Buchdrama in fünf Akten. Diese Urfassung trennt Wedekind jedoch in zwei Teile: Die ersten drei Aufzüge dieses Stücks veröffentlichte er 1895, erweitert um einen zusätzlichen Aufzug, unter dem Titel Der Erdgeist. Der zweite Teil dieser so genannten Lulu-Tragödie erschien, ebenfalls selbständig, unter dem ursprünglichen Titel Die Büchse der Pandora (Uraufführung in Nürnberg 1904), deren moralische Anrüchigkeit Wedekind später Theaterskandale und einen langwierigen Gerichtsprozess einbrachte. Nach zahlreichen Bearbeitungen, die hauptsächlich auf eine verständnisvollere Rezeption abzielten, werden beide Dramen 1913 in der „Lulu“-Tragödie wieder zusammengeführt. In dieser Bearbeitung fehlen der dritte Aufzug des Erdgeist und der erste Aufzug der Büchse der Pandora. Die Uraufführung der gesamten Fassung der Lulu fand jedoch erst 1988 am Deutschen Schauspielhaus in Hamburg unter der Regie von Peter Zadek statt. Susanne Lothar spielte die Lulu.

## Inhalt
Erdgeist thematisiert den gesellschaftlichen Aufstieg der Lulu, eines freizügigen Mädchens, das seine Umgebung in seinen Bann zieht. Die einzelnen auf dramatische Situationen und Effekte hin angelegten Akte sind in sich abgeschlossene Stationen ihres Lebens.
Lulu, im Prolog von einem Tierbändiger als „das wahre Tier, das wilde, schöne Tier“ angekündigt, wird von dem reichen Zeitungsverleger Dr. Schön von der Straße geholt, wo sie sich mit ihrem angeblichen Vater, dem alten Ganoven Schigolch, herumtrieb. Dr. Schön nimmt Lulu in seine Obhut, er erzieht sie und macht sie zu seiner Geliebten. Er verheiratet sie jedoch an Medizinalrat Dr. Goll, um sich selbst mit einer anderen (gesellschaftlich besser Gestellten) verloben zu können.
Im ersten Akt bringt Dr. Goll Lulu zum Maler Schwarz; dieser soll sie porträtieren. Als der ebenfalls anwesende Dr. Schön und dessen erwachsener Sohn aus erster Ehe, Alwa, Dr. Goll überreden, sie zu einer Ballettaufführung zu begleiten, bleiben Lulu und der Maler allein. Prompt verführt sie ihn. Als Dr. Goll die beiden bei seiner Rückkehr in flagranti erwischt, trifft ihn der Schlag.
Im zweiten Akt ist Lulu mit Schwarz verheiratet, der durch Dr. Schöns Hilfe zu Ruhm und Geld gelangt ist. Allerdings ist Lulu noch immer Dr. Schöns Geliebte. Da dieser sich zugunsten seiner bevorstehenden Heirat von ihr befreien will, berichtet er Schwarz von Lulus zügellosem Leben. Schwarz ist zutiefst erschüttert und „guillotiniert“ sich mit einer Rasierklinge selbst.
Im dritten Akt tritt Lulu als Tänzerin in einer Revue auf. Dr. Schön muss erschüttert feststellen, dass er noch immer nicht von ihr lassen kann, ihr gewissermaßen verfallen ist. Lulu zwingt ihn dazu, seine Verlobung aufzulösen.
Im vierten und letzten Akt ist Lulu nun mit Dr. Schön verheiratet und betrügt ihn mit Freunden und Lakaien (so mit Schigolch, Alwa, dem großspurigen Artisten Rodrigo Quast und der lesbischen Gräfin Geschwitz). Schön erwischt Lulu und versucht, sie zur Selbsttötung zu zwingen. Sie aber tötet ihn, worauf sie ins Gefängnis kommt.
Dies ist die Ausgangssituation für die spätere Fortsetzung Die Büchse der Pandora.

### Einschätzung
Themen in Erdgeist sind die Kritik an der bürgerlichen Scheinmoral – hier in Person der Lulu, die durch ihre radikale Natürlichkeit ebendiese zerstört. Das Werk ist ein Aufruf zur Selbstentfaltung und Emanzipation. Außerdem wendet sich Wedekind mit seinen drastischen Situationen und Effekten gegen den Naturalismus.

## Einfluss auf andere Werke
Die Dramen Erdgeist und Die Büchse der Pandora dienten als Vorlage für die Oper Lulu von Alban Berg und die deutschen Stummfilme Erdgift, von Paul Otto (1920), Erdgeist von Leopold Jessner (1923) und Die Büchse der Pandora von Georg Wilhelm Pabst (1929). Mehrfach dienten die beiden Dramen auch als Vorlage für Ballette, so für Menagerie von Tatjana Gsovsky (1958, Städtische Oper Berlin) mit einer von Giselher Klebe komponierten Musik. Jakob Wassermann verweist in seinem Roman Laudin und die Seinen neben der Charakterisierung der Schauspielerin Luise Derkum als Femme fatale auch durch ihren Rufnamen „Lu“ auf das Lulu-Vorbild.
Die Figur der Lulu in Wedekinds Werk erfreut sich auch bei Drehbuchautoren neueren Datums einer gewissen Beliebtheit. Einige Filme sind davon inspiriert worden, darunter Lulu on the Bridge (1998) und Something Wild (1986).
Im Oktober 2011 brachte der Musiker Lou Reed gemeinsam mit der Band Metallica ein Konzeptalbum mit dem Titel Lulu auf den Markt. Dort wurden die Songs gemeinsam eingespielt, die Lou Reed für den Theaterregisseur Robert Wilson und dessen Lulu-Inszenierung am Berliner Ensemble geschrieben hatte.